# Grabina (gmina Zagórów)

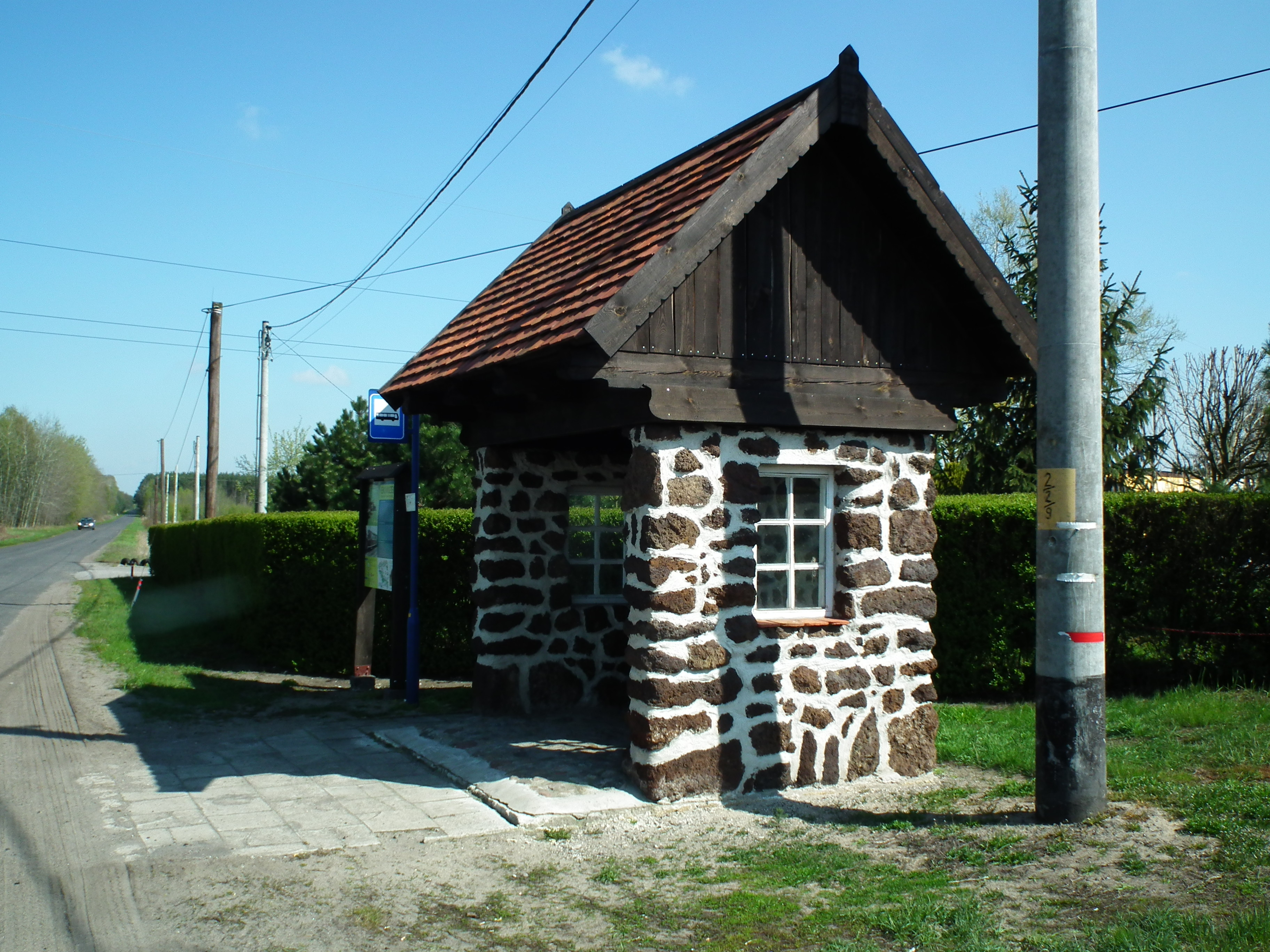
Przystanek autobusowy z rudy darniowej

Grabina – osada w Polsce, położona w województwie wielkopolskim, w powiecie słupeckim, w gminie Zagórów.

## Historia
Wieś jest typowym przykładem osadnictwa olęderskiego. Wraz z sąsiednimi wsiami (np. Łazińsk Pierwszy i Drugi) powstała w XVIII wieku. Kolonizatorzy zobowiązani byli do karczowania lasów i osuszania bagien. W zamian za czynsz cieszyli się wolnościami religijnymi i samorządem. Do dziś zachował się tutaj charakterystyczny dla osadnictwa olęderskiego krajobraz, będący mozaiką pól, lasów, samotnych zagród, ścieżek polnych i rowów wodnych. Kres tej wspólnocie położyła II wojna światowa i będące jej wynikiem wysiedlenia niemieckojęzycznej ludności po 1945. Pozostałością po Olędrach są budynki z drewna, cegły i rudy darniowej.
Okolice wsi były terenem wydobywania rudy darniowej przetapianej w miejscowych, prostych zakładach hutniczych. 
W 1939 w pobliskim lesie członkowie Selbstschutzu dokonali bestialskiego mordu na Polakach, co upamiętnia stosowny pomnik.
Do 1954 roku siedziba gminy Trąbczyn. W latach 1954–1961 wieś należała i była siedzibą władz gromady Grabina, po jej zniesieniu w gromadzie Trąbczyn. W latach 1954–1961 wieś należała i była siedzibą władz gromady Grabina, po jej zniesieniu w gromadzie Trąbczyn. W latach 1975–1998 miejscowość należała administracyjnie do województwa konińskiego.

## Przyroda
W wyniku powojennych wysiedleń następuje stopniowa renaturyzacja dawnych terenów rolnych – na obszarach suchych zarastają one borami sosnowymi, a na wilgotnych olsami. U źródeł rzeki Bartosz odnowieniu uległy tereny bagienne, będące ostoją ptactwa. Występują tam m.in.: bocian biały, bocian czarny, żuraw, kszyk, dudek, a nawet bielik. W lasach i na wysokich wydmach w okolicy żyją m.in.: gacek wielkouchy, mroczek posrebrzony, dzięcioły (sześć gatunków), a także dziki, sarny i jelenie.

## Komunikacja
Od 1943 do 1993 w miejscowości była stacja kolei wąskotorowej grabin na linii z Witaszyc. Ruch pasażerski zawieszono 29 czerwca 1991. Budynek z napisem stacyjnym i resztkami peronu istnieje do dziś, a w jego pobliżu znajduje się przystanek autobusowy zbudowany z rudy darniowej.